# Baboua
Baboua – miasto w zachodniej Republice Środkowoafrykańskiej (prefektura Nana-Mambéré). Według danych szacunkowych na rok 2003 liczy 6 812 mieszkańców.